# Петриченко, Иван Никифорович
Иван Никифорович Петриченко (не ранее 1894, Суворовское — 21 января 1919, Каменоломня, Сакский район) — русский революционер. Рабочий Мамайских каменоломен, участник Первой мировой войны, Революции в России и Гражданской войны. С осени 1918 по январь 1919 командир партизанского отряда Красные каски. Погиб в бою с отрядом 1-го Симферопольского офицерского батальона под командованием капитана Н. И. Орлова.

## Биография
Уроженец села Богай (ныне Суворовское) Таврической губернии. Дата рождения неизвестна. Потомственный рабочий-камнерез, смолоду много лет проработавший в Мамайских каменоломнях, которые он очень хорошо знал. Богатырского телосложения, с черными закрученными кверху усами на крупном загорелом лице, носил обувь самого большого размера.
Был мобилизованный в 1914 году в царскую армию, вступил на фронте в партию большевиков. Вернулся в 1917 году в Евпаторию, вступил в красногвардейский конный отряд, который затем возглавил. В апреле 1918 года при вступлении в Крым интервентов — кайзеровских войск, отряд сражался на линии Бахчисарай-Симферополь, а затем под Севастополем. По версии биографии Д. И. Ульянова в серии ЖЗЛ на 1918 год Петриченко был участником революции в Крыму, но ещё беспартийным. В 1918 году на глазах у прохожих, он спасаясь от ареста ударом кулака насмерть убил офицера. Ему удалось скрыться в Севастополе. Там летом 1918 года он вступил в большевистскую партию и в начале августа вернулся в Евпаторию, сколотил группу конных бойцов, которая вскоре была сильно потрепана в боях с белогвардейцами. Он с горсткой людей скрывался вблизи от города, в Мамайских каменоломнях. В это время уполномоченный ЦК КП(б)У Александр Иванович (Нейман) Находкин  служивший в переведённой в Евпаторию Киевской Военной школе лётчиков-наблюдателей и познакомил его с Д. И. Ульяновым, на тот момент зампредседателем подпольного Евпаторийского уездного ревкома.

### Командир партизанского отряда Красные каски
Петриченко охотно согласился возглавить партизанский отряд, которому сам он дал название «Красные каски». Д. И. Ульянов пообещал достать оружие и боеприпасы, но предупредил, что боевые действия отряда должны согласовываться со всем партизанским движением в Крыму. В Симферополе до отступления по решению Совнаркома ССР Тавриды была заложена база оружия. Получив явку, Ульянов сам отправился в город. Уже через неделю у Мамайских каменоломен партизаны сгружали с подвод ящики с патронами.
По другим источникам отряд вооружился в ходе налётов. Вначале отряд состоял из 12 бойцов. Вооружение: винтовка, три обреза, дробовик, три нагана и несколько штыков. После налёта на немецких колонистов и разоружение их отряда самообороны партизаны захватили тридцать винтовок и патроны. Далее был налёт на кордон деникинцев в деревне Поповка. Офицеры были перебиты, вооружение пополнилось десятью русскими и одной японской винтовкой с патронами. Численность партизанского отряда росла.
В отряде насчитывалось до 250 бойцов. Они имели лошадей, повозки, были вооружены винтовками и пулемётами. База партизан была в каменоломнях в 8 км к северо-востоку от города. Партийная ячейка партизан держала связь с городским комитетом ВКП(б), который возглавлял Д. И. Ульянов и областным подпольным комитетам ВКП(б). Отряд терроризировал владельцев поместий, нападал на заставы и появлявшихся близ каменоломен интервентов, устраивал засады на дорогах.
Красные каски были связаны с мелкими отрядами, действовавшими в окрестностях Сак, Ак-Мечети, Агая, во главе которых стояли подпольщики Казанцев, Довгаль, Лушинов, с городским летучим отрядом, который возглавляли Дзюненко и Малецкий.
Белогвардейская контрразведка Евпатории 2(15) января 1919 года доносила представителю союзного командования в штабе Деникина барону Нолькену о действиях партизанского отряда: "…в последние дни собралось ещё около 200 человек преступного элемента, и сегодня утром они открыто выступили, предполагая занять город и захватить учреждения, главным образом государственный банк и казначейство. Выступлением этим руководит местный большевистский комитет. На захваченные деньги большевики предполагают усилить «пропаганду для подготовки к общему выступлению».

### Гибель
3(16) января партизаны повели наступление на Евпаторию и, разбив отряд белогвардейцев, заняли деревню Богай (ныне Суворовское (Крым), но были остановлены и отброшены.
По данным белых, приведенных в работе В. А. Альмендингера, командующий силами ВСЮР в Крыму отправил в Евпаторию для борьбы с бандитами отряд под общей командой шт. кап. Орлова в составе 1-й роты полка с 2-мя пулемётами, 2-мя орудиями и отделением подрывников. Отряд выступил из Симферополя 1(14) января 1919. В трехдневном тяжелом бою бандиты (183 человека) во главе с атаманом Петриченко были уничтожены и каменоломни разрушены. Отряд потерял убитыми 2-х офицеров, 1 добровольца и ранеными 2-х офицеров. Окончив операцию, отряд остался в Евпатории для несения гарнизонной службы.
В советской историографии указано, что в боях после окружения каменоломен силами ВСЮР был тяжело ранен командир отряда И. Петриченко. С ним были его жена Мария и сестра Софья. Боеспособных бойцов оставалось 222 человека. Они предприняли несколько безуспешных попыток вырваться из окружения. 8(21) января 1919, израсходовав все боеприпасы, партизаны, разрубив лопатами колючую проволоку, заграждавшую вход в каменоломни, вырвались наружу и с пением «Интернационала» бросились в рукопашный бой с врагом. 117 партизан полегли, сраженные пулемётными очередями белогвардейцев, остальные были вынуждены возвратиться назад.
В надписи на первом памятнике были упомянуты 87 погибших.

## Память
Именем Петриченко в советское время была названа одна из улиц в старом городе Евпатории.
Именем Петриченко в советское время была названа одна из улиц в селе Каменоломни, месте его гибели.

После установления Советской власти в Крыму на месте гибели партизан в селе Каменоломня в 1935 году был установлен памятник в виде пирамиды открытый при многолюдном митинге. В 1952 году он был реконструирован и в настоящее время имеет форму четырёхгранной стеллы с барельефами. Ныне это ОКН регионального значения  Объект культурного наследия народов РФ регионального значения. Рег. № 911710872370005 (ЕГРОКН).

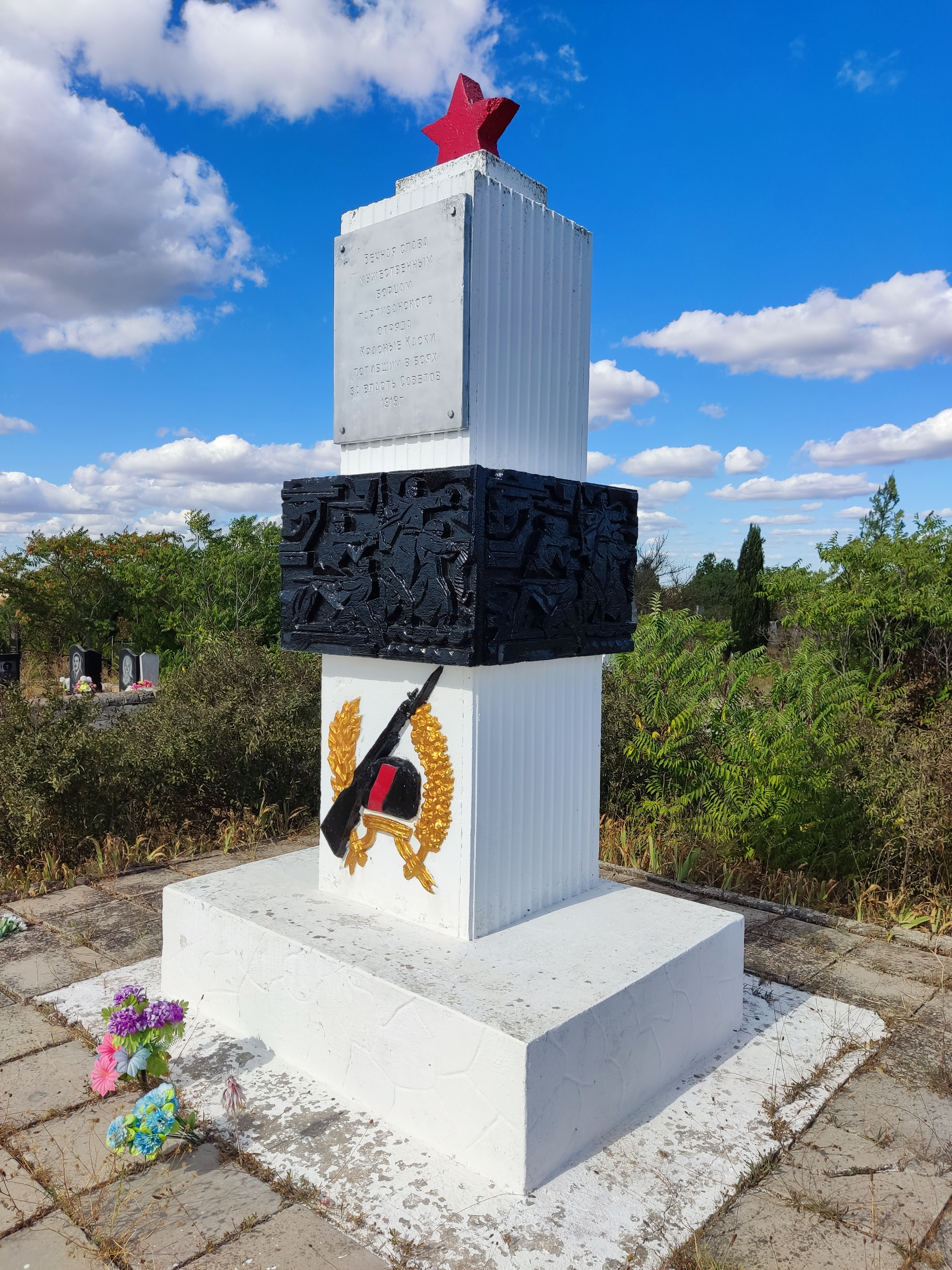
Братская могила бойцов отряда Красные каски в Каменоломне
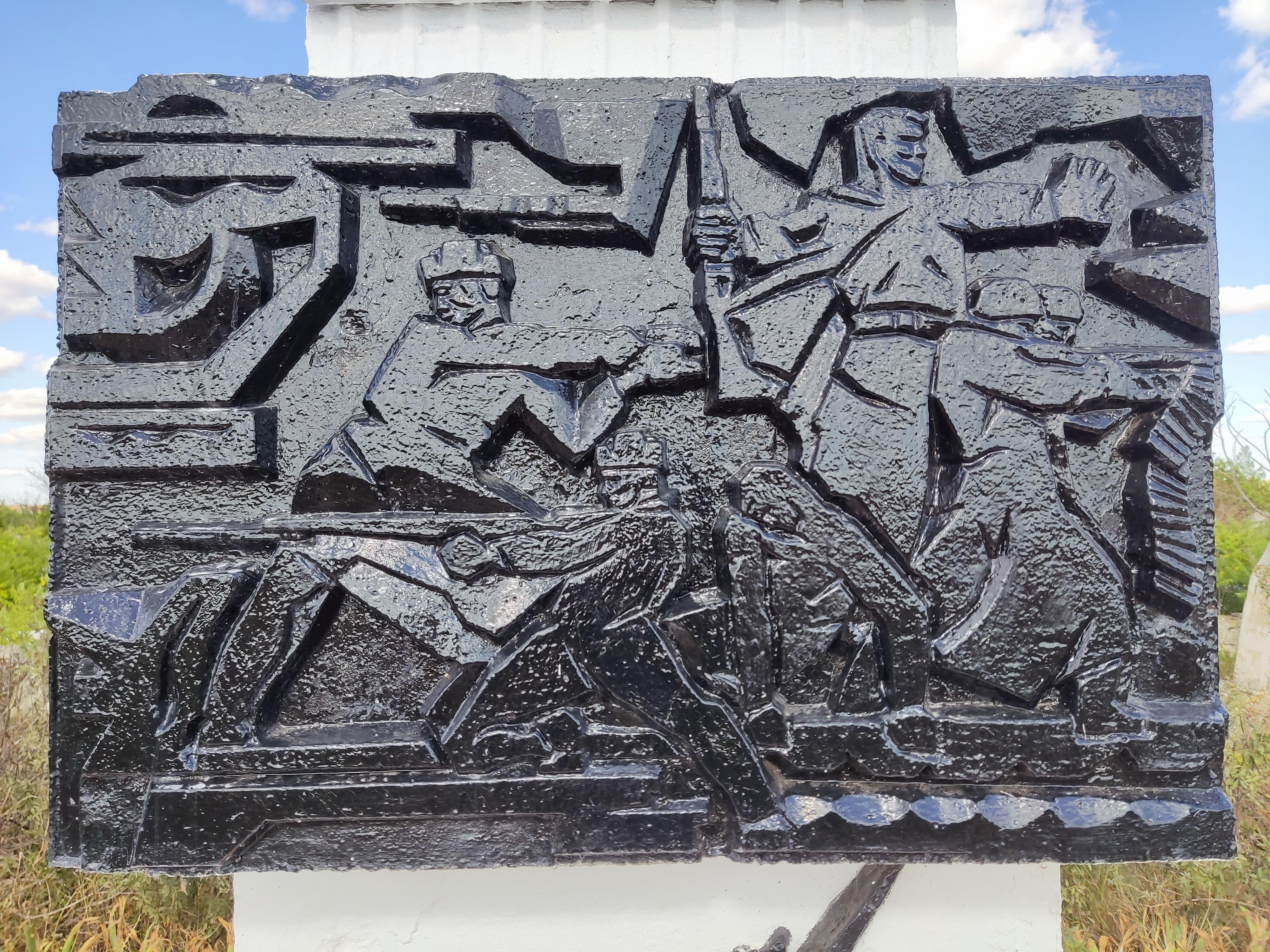
Барельеф
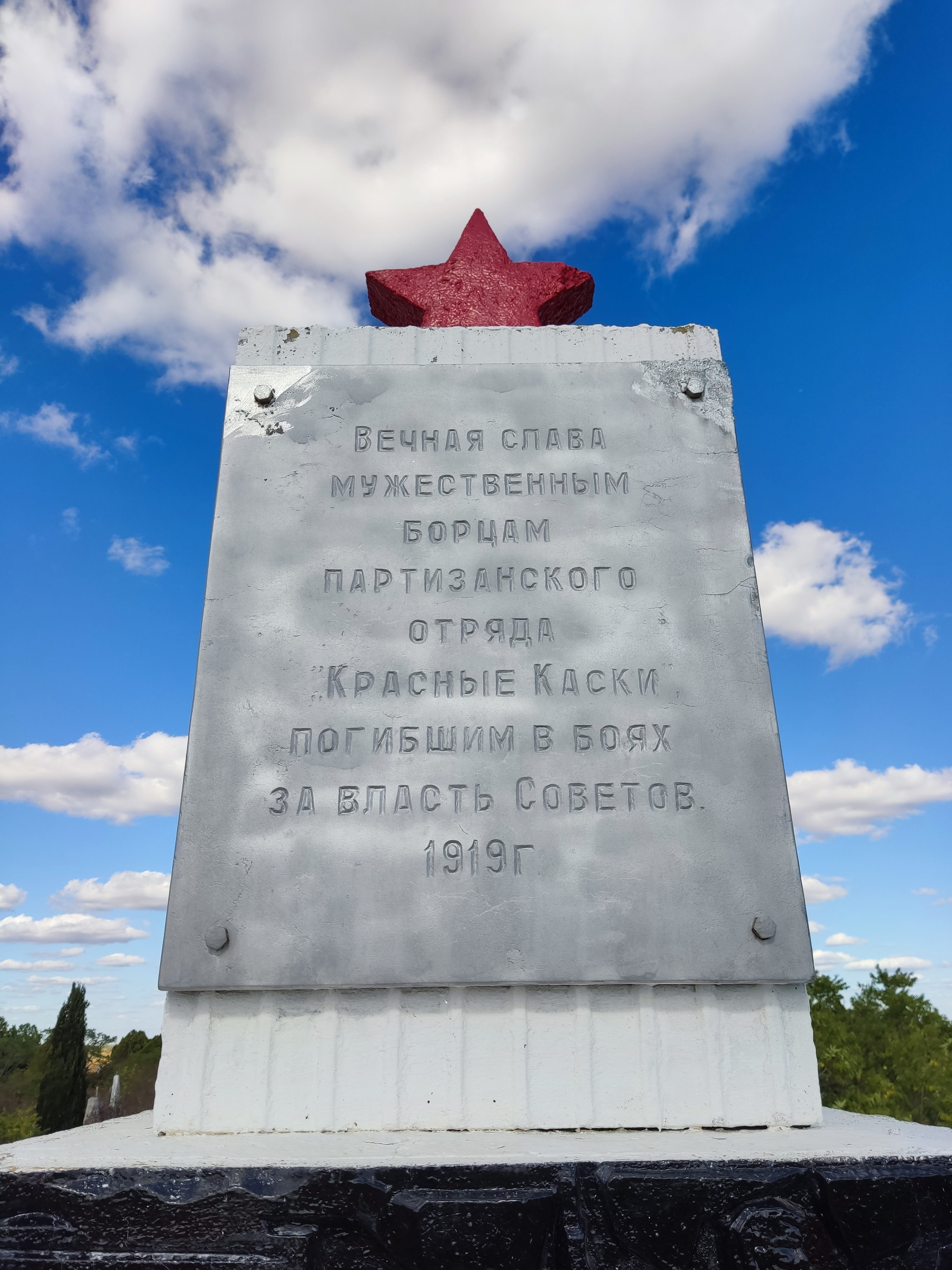
Мемориальная надпись

## В искусстве
Писатель Илья Сельвинский, уроженец Евпатории и современник Петриченко, в романе О юность моя! всех исторических персонажей вывел под своими именами:
Петриченко, по-солдатски статный силач почти андроновского роста, числился десятником работ в каменоломнях. Вообще же он был владыкой этого подземного царства. Лицо Петриченки с небольшими усами кольчиком и пышным ртом женолюба считалось красивым. В сущности, оно и было таким. Но глубоко сидящие, лютые глаза его, точно вынутые из чужих орбит, глядели слишком напряженно. Чувствовалось, что перенес этот человек такую драму, о которой забыть не может и которую никогда не сможет простить человечеству. Если бы под его портретом подписать: «ГЕРОЙ ПЕРЕМЫШЛЯ», в это можно было бы поверить, как, впрочем, и в подпись «РАЗБОЙНИК АЛУШТИНСКОГО УЕЗДА».
Советский живописец-баталист Ю. В. Волков создал в 1960—1962 годах монументальное живописное полотно «Красные каски», на котором изображён бой отряда с белогвардейцами осенью 1918 года близ села Поповка (ныне Сакский район).
Крымский писатель А. И. Домбровский посвятил этим событиям детскую приключенческую повесть «Красная каска» вышедшую в 1974 году в издательстве Детская литература.

## Примечание
1. ↑  Ряд источников на 1919 год называли его 20-летним. Если же исходить из даты призыва в Императорскую армию, то год рождения не ранее 1894.
2. 1 2 3  Яроцкий Б. Дмитрий Ульянов. — М.: Молодая гвардия, 1989. — 269 с. — (Серия ЖЗЛ).
3. 1 2  Драчук В. С. , Смирнова В. П., Челышев Ю. В. Евпатория. — Симферополь: Таврия, 1979. — 192 с.
4. 1 2 3 4  Составитель Семин Г. И. Строки, обагрённые кровью. — Симферополь: Издательство «Крым», 1968.
5. 1 2  Северинов С. С., Ягупов В. Т. Евпатория-курорт: Путеводитель-справочник. — Симферополь: Таврия, 1985. — 112 с.
6. ↑  Альмендингер В. В. Симферопольский офицерский полк, Париж, 1962
7. ↑  Брошеван В. М. Борцы за свободу. Из истории Евпаторийского партизанского отряда «Красные каски» в Крыму в годы Гражданской войны и иностранной интервенции // Евпаторийская здравница. — 1989. — 17 января.
8. 1 2  Братская могила бойцов партизанского отряда "Красные каски", 1919 г. Онлайн-каталог памятники Крыма. МЕЖРЕГИОНАЛЬНАЯ ОБЩЕСТВЕННАЯ ОРГАНИЗАЦИЯ "СОХРАНЕНИЕ ИСТОРИКО-КУЛЬТУРНОГО НАСЛЕДИЯ КРЫМА И СЕВАСТОПОЛЯ" (2024).
9. ↑  Петриченко, улица. 2gis.ru (2024).
10. ↑  Улица Петриченко с. Каменоломня. 2gis.ru (2024). Дата обращения: 25 мая 2024. Архивировано 25 мая 2024 года.
11. ↑  Сельвинский И. Л. Собрание сочинений. В 6 т. / Вступит. статья и примеч. О. Резника. — М., Художественная литература, 1971—1974. Том 6. О, юность моя! Роман. — 1974. — 512 с.
12. ↑  Волкова О. В. Юрий Волков  -  художник-баталист. — Симферополь: КРП "РИЦ Крым", 2012. — С. 80. — 152 с. — 500 экз. — ISBN 978-966-2309-05-8.
13. ↑  Домбровский А. И. Красная каска. — М.: Детская литература, 1974. — 159 с.